# Midtstubakken
Il Midtstubakken (letteralmente, in norvegese: "trampolino Midtstuen") è un trampolino situato a Oslo, in Norvegia.

## Storia
Inaugurato nel 1955 e più volte ristrutturato, l'impianto ha ospitato gare di salto con gli sci e di combinata nordica dei Campionati mondiali di sci nordico del 1966, del 1982 e del 2011.

## Caratteristiche
In seguito alla ristrutturazione del 2009 il trampolino principale ora presente è un HS 106 con punto K 95 (trampolino normale); il primato ufficiale di distanza appartiene all'austriaco Gregor Schlierenzauer (110 m nel 2011); il primato ufficioso, tuttavia, è stato stabilito dal francese Maxime Laheurte sempre nel 2011 (110,5 m). Il primato femminile (108 m nel 2012) appartiene alla giapponese Sara Takanashi.